# Sociedade Brasileira de Matemática
La Sociedade Brasileira de Matemática (Sociedad Brasileña de Matemática, SBM) es una asociación profesional, fundada en 1969 con sede en el IMPA.

## Objetivos
Es una organización de actividades culturales y sin fines de lucro destinado principalmente a estimular el desarrollo de la investigación y la enseñanza de las matemáticas en Brasil.
SBM realiza la Olimpíada Brasileira de Matemática das Escolas Públicas (OBMEP) y la Olimpiada Brasileña de Matemáticas (OBM). La SBM, en colaboración con IMPA lleva a cabo programas de reciclaje de profesores de matemáticas, además de la publicación de libros específicamente para la mejora de las matemáticas básicas en Brasil a través de su Colección Profesor de Matemáticas.